# المحرر (جريدة)
المُحَرِّر (بالفرنسية: Al Muharrir)‏ هي جريدة يومية كانت تُنشر باللغة العربية في المغرب.

## التاريخ
نُشرت جريدة المحرر لأول مرة في كانون الأول/ديسمبر عام 1964، حيث كانت تُصدر يوميا من طرف حزب الاتحاد الاشتراكي للقوات الشعبية حزب. ولذلك كانت مواقفها تميل نوعا ما نحو الاشتراكية والدفاع عن مواقفها.
شغل عمر بنجلون منصب رئيس تحرير الجريدة، إلى أن تم اغتياله في كانون الأول/ديسمبر 1975، ليتولى في وقت لاحق مصطفى القرشاوي منصب رئيس التحرير، كما كان محمد عابد الجابري الناقد المغربي والأكاديمي بين المساهمين في تحرير صفحات الجريدة منذ عام 1964، بالإضافة إلى عبد الكريم موتي وآخرون.
في تشرين الثاني/نوفمبر 1965 تم حظر نشر الجريدة في المغرب كما تم الحكم على رئيس تحريرها بالسجن لمدة عشرة أشهر، لكنها عادت للنشر مجددا وذلك بعد ستة أشهر من حادثة الحظر، جنبا إلى جنب مع غيرها من الصحف المعارضة للنظام الملكي المفربي، بما في ذلك جريدتي العلم ولوبنيون، كما عانت الصحيفة من فترات حظر متقطعة طوال عقد السبعينات.
توقفت الصحيفة عن النشر في يونيو/حزيران من العام 1981، لتحل محلها صحيفة الاتحاد الاشتراكي التابعة لنفس الحزب والتي نُشرت لأول مرة في أيار/مايو عام 1983.